# Fettzünsler
Der Fettzünsler (Aglossa pinguinalis) ist ein (Klein-)Schmetterling aus der Familie der Zünsler (Pyralidae). Die Art wird als Vorratsschädling angesehen.

## Merkmale
Die Falter haben eine Flügelspannweite von 27 mm (Männchen) bzw. 37 mm (Weibchen) (bzw. eine Vorderflügellänge von 14 bis 18 mm). Die Grundfarbe des Vorderflügels ist weißlich-ockerfarben bis dunkelbraungrau mit dunklerer Überstäubung und dunklerer Zeichnung. Diese besteht aus zwei gezackten Querlinien, die hell und/oder dunkel gerandet sind. Die helle Randung kann nahe am Innenrand und nahe am Kostalrand fleckenartig verbreitert sein. Die äußere Querlinie ist mittig stark nach außen ausgebuchtet und fein gezähnelt. Allerdings kann die Zeichnung auch fast verlöschen. Die Saumlinie ist meist deutlich als Punktreihe gezeichnet. Häufig ist ein hell/dunkler Diskalfleck ausgebildet. Die Hinterflügel sind grau oder auch weißlich-ockerfarben gefärbt. Kopf, Thorax und Hinterleib sind graubraun gefärbt. Die Antennen sind einfach und fadenförmig (filiform).
Das Ei ist rundlich-eiförmig mit einer granulösen Oberfläche. Es ist stumpf-weiß oder gelblichweiß gefärbt.
Die Raupe ist weißgrau bis dunkelgrau gefärbt. Der Kopf ist gelblich-braun bis rötlich-braun. Die Thorax-Segmente sind gewöhnlich etwas dunkler als die Hinterleibssegmente. Die Stigmata sind schwarz umrandet. Borsten, Kopf- und Analplatte und die Thorax-Beine sind gelblichbraun.
Die Puppe ist rötlichbraun. Auf den Thoraxsegmenten ist auf dem Rücken ein leichter Grat ausgebildet. Der Kremaster ist schwarzbraun und mit sechs gekrümmte, hakenförmige Borsten.

## Geographische Verbreitung und Lebensraum
Die Art ist ursprünglich in Europa und Nordafrika weit verbreitet, wurde inzwischen aber fast weltweit in die tropischen Regionen verschleppt. Sie sind fast ausschließlich in der Umgebung des Menschen zu finden, in Lebensräumen wie Ställen, Scheunen, Warenhäusern und Lagern.

## Lebensweise
Die Falter fliegen in Europa etwa von Mai bis August. Sie verstecken sich tagsüber in dunklen Ecken und fliegen in der Dämmerung. Sie kommen eher selten an künstliche Lichtquellen. Werden sie tagsüber aus ihrem Versteck aufgestöbert, laufen sie in ein neues Versteck. Die Raupen sind von etwa Juli/August bis in den Mai des folgenden Jahres zu finden. Sie ernähren sich von trockenen Samen, meist von Gräsern und von getrocknetem Pflanzenmaterial. Angeblich sollen die Raupen auch tote Insekten, Butter, Käse, Schmalz und andere Fette fressen, daher auch der Name. In Zuchtversuchen verweigerten die Raupen jedoch diese Stoffe. Sie leben in einer Gespinströhre, die über den Nahrungspartikeln gesponnen wird. Die erwachsenen Raupen wandern vor der Verpuppung zunächst eine Weile umher. Die Verpuppung erfolgt in einem ovalen, seidenen Kokon, der mit Fremdkörpern bedeckt ist. Gelegentlich dauert die Entwicklung auch zwei Jahre.
In natürlicher Umgebung in Spanien sind die Larven koprophag, d. h. sie fressen den Dung von größeren Tieren, meist Säugetieren, der in Erdhöhlungen gefallen ist oder in Tierbauen hinterlassen wurde (lediglich 2 % der Larven fressen auch andere Nahrung wie ausgetrocknete Pilze). Zunächst fressen sich die Raupen in das Exkrement hinein. Erst nach drei bis sechs Monaten werden Gespinströhren angelegt. Die Entwicklung dauert hier zwei Jahre.

## Schadwirkung
Zwar wird die Art traditionell als Vorratsschädling an Getreideprodukten eingestuft, allerdings sind größere Schadfälle nicht bekannt, zumal sich die Ernährungsweise durch Fette und tierische Eiweiße offenbar nicht bestätigen ließ.

## Systematik
Das Taxon wurde 1758 von Carl von Linné als Phalaena Pyralis pinguinalis erstmals wissenschaftlich beschrieben. Es ist die Typusart der Gattung Aglossa Latreille, 1796. Früher wurden in der Literatur drei Unterarten ausgeschieden:
- Aglossa pinguinalis pinguinalis, die Nominatunterart, in Europa und westliches Nordafrika(?)
- Aglossa pinguinalis asiatica Erschoff, 1872[6], in Kleinasien, im Nahen Osten, Zypern, im östlichen Nordafrika und Iran
- Aglossa pinguinalis indistincta Corbet & Tams, 1943[7], Belutschistan und Nordwestindien.

Nach GlobIZ und der Fauna Europaea wird asiatica Erschoff, 1872 inzwischen als eigenständige Art betrachtet. indistincta Corbet & Tams, 1943 wird als Unterart zu Aglossa asiatica gestellt.